# Latarnia morska w Punta del Este
Latarnia morska w Punta del Este (hiszp. Faro de Punta del Este) – znak nawigacyjny w postaci wieży znajdujący się w mieście Punta del Este w południowo–zachodniej części Urugwaju, na zachodnim wybrzeżu południowego Atlantyku. Leży na wąskim półwyspie, który jest najdalej na południe wysuniętym punktem kraju. 
Latarnia została oddana do użytku 17 listopada 1860. Zaprojektował ją Tomás Libarena. Do jej budowy użyto materiałów pochodzenia wulkanicznego importowanych z Włoch. Źródło światła zasilane elektrycznie pochodzi z Francji. Pierwotnie, w 1958 została zainstalowana w latarni na wyspie Lobos. Latarnia została odnowiona i przebudowana w 1923. Wysoka na 25 metrów biała, cylindryczna wieża zwieńczona jest biało–czerwoną laterną. Światło latarni umiejscowione 44 m n.p.m. nadaje 2 białe błyski co 8 sekund. Jego natężenie wynosi 43 000 kandeli, zasięg to 8,8 mil morskich. Jest obsługiwana przez latarników. 
Latarnia jest dostępna dla zwiedzających. Wejście na nią jest możliwe dzięki spiralnym schodom o 150 stopniach.